# Mănăstirea trapistă Latrun
Mănăstirea trapistă Latrun (în ebraică מנזר השתקנים לטרון) se află în regiunea Văii Aialonului, la 15 kilometri vest de Ierusalim și la 14 kilometri sud-est de Ramla. Locul se află în apropierea șoselei principale no. 1 Tel Aviv–Ierusalim.
Mănăstirea a fost construită în anul 1890 de călugări francezi aparținând ordinului trapiștilor. Ei cultivă o vie, producând vinuri și brandy („coniac”).